# Tessancourt-sur-Aubette
Tessancourt-sur-Aubette és un municipi francès, situat al departament d'Yvelines i a la regió de Illa de França. L'any 2007 tenia 943 habitants.
Forma part del Cantó de Les Mureaux, del districte de Rambouillet i de la Comunitat urbana Grand Paris Seine et Oise.

## Demografia

### Població
El 2007 la població de fet de Tessancourt-sur-Aubette era de 943 persones. Hi havia 325 famílies, de les quals 52 eren unipersonals (28 homes vivint sols i 24 dones vivint soles), 95 parelles sense fills, 166 parelles amb fills i 12 famílies monoparentals amb fills.
La població ha evolucionat segons el següent gràfic:
Habitants censats

### Habitatges
El 2007 hi havia 343 habitatges, 326 eren l'habitatge principal de la família, 9 eren segones residències i 8 estaven desocupats. 334 eren cases i 9 eren apartaments. Dels 326 habitatges principals, 308 estaven ocupats pels seus propietaris, 16 estaven llogats i ocupats pels llogaters i 2 estaven cedits a títol gratuït; 1 tenia una cambra, 2 en tenien dues, 30 en tenien tres, 78 en tenien quatre i 215 en tenien cinc o més. 264 habitatges disposaven pel capbaix d'una plaça de pàrquing. A 104 habitatges hi havia un automòbil i a 203 n'hi havia dos o més.

### Piràmide de població
La piràmide de població per edats i sexe el 2009 era:
| Homes | Edats   | Dones |
| ----- | ------- | ----- |
| 0     | 95 o +  | 0     |
| 0     | 90 a 94 | 4     |
| 0     | 85 a 89 | 0     |
| 0     | 80 a 84 | 0     |
| 0     | 75 a 79 | 16    |
| 28    | 70 a 74 | 24    |
| 12    | 65 a 69 | 12    |
| 20    | 60 a 64 | 12    |
| 8     | 55 a 59 | 20    |
| 44    | 50 a 54 | 52    |
| 64    | 45 a 49 | 52    |
| 16    | 40 a 44 | 44    |
| 52    | 35 a 39 | 36    |
| 20    | 30 a 34 | 20    |
| 20    | 25 a 29 | 16    |
| 16    | 20 a 24 | 20    |
| 36    | 15 a 19 | 36    |
| 20    | 10 a 14 | 40    |
| 40    | 5 a 9   | 44    |
| 20    | 0 a 4   | 24    |

## Economia
El 2007 la població en edat de treballar era de 632 persones, 481 eren actives i 151 eren inactives. De les 481 persones actives 440 estaven ocupades (235 homes i 205 dones) i 42 estaven aturades (23 homes i 19 dones). De les 151 persones inactives 38 estaven jubilades, 66 estaven estudiant i 47 estaven classificades com a «altres inactius».

### Ingressos
El 2009 a Tessancourt-sur-Aubette hi havia 323 unitats fiscals que integraven 932 persones, la mediana anual d'ingressos fiscals per persona era de 25.060 €.

### Activitats econòmiques
Dels 54 establiments que hi havia el 2007, 1 era d'una empresa extractiva, 6 d'empreses de fabricació d'altres productes industrials, 6 d'empreses de construcció, 14 d'empreses de comerç i reparació d'automòbils, 2 d'empreses de transport, 4 d'empreses d'hostatgeria i restauració, 2 d'empreses d'informació i comunicació, 1 d'una empresa financera, 6 d'empreses immobiliàries, 9 d'empreses de serveis, 1 d'una entitat de l'administració pública i 2 d'empreses classificades com a «altres activitats de serveis».
Dels 15 establiments de servei als particulars que hi havia el 2009, 3 eren tallers de reparació d'automòbils i de material agrícola, 1 establiment de lloguer de cotxes, 1 guixaire pintor, 1 fusteria, 3 lampisteries, 1 electricista, 1 perruqueria, 3 agències immobiliàries i 1 saló de bellesa.
Dels 2 establiments comercials que hi havia el 2009, 1 era un hipermercat i 1 una fleca.
L'any 2000 a Tessancourt-sur-Aubette hi havia 3 explotacions agrícoles.

## Equipaments sanitaris i escolars
El 2009 hi havia una escola elemental.

## Poblacions més properes
El següent diagrama mostra les poblacions més properes.